# حباب (فیزیک)

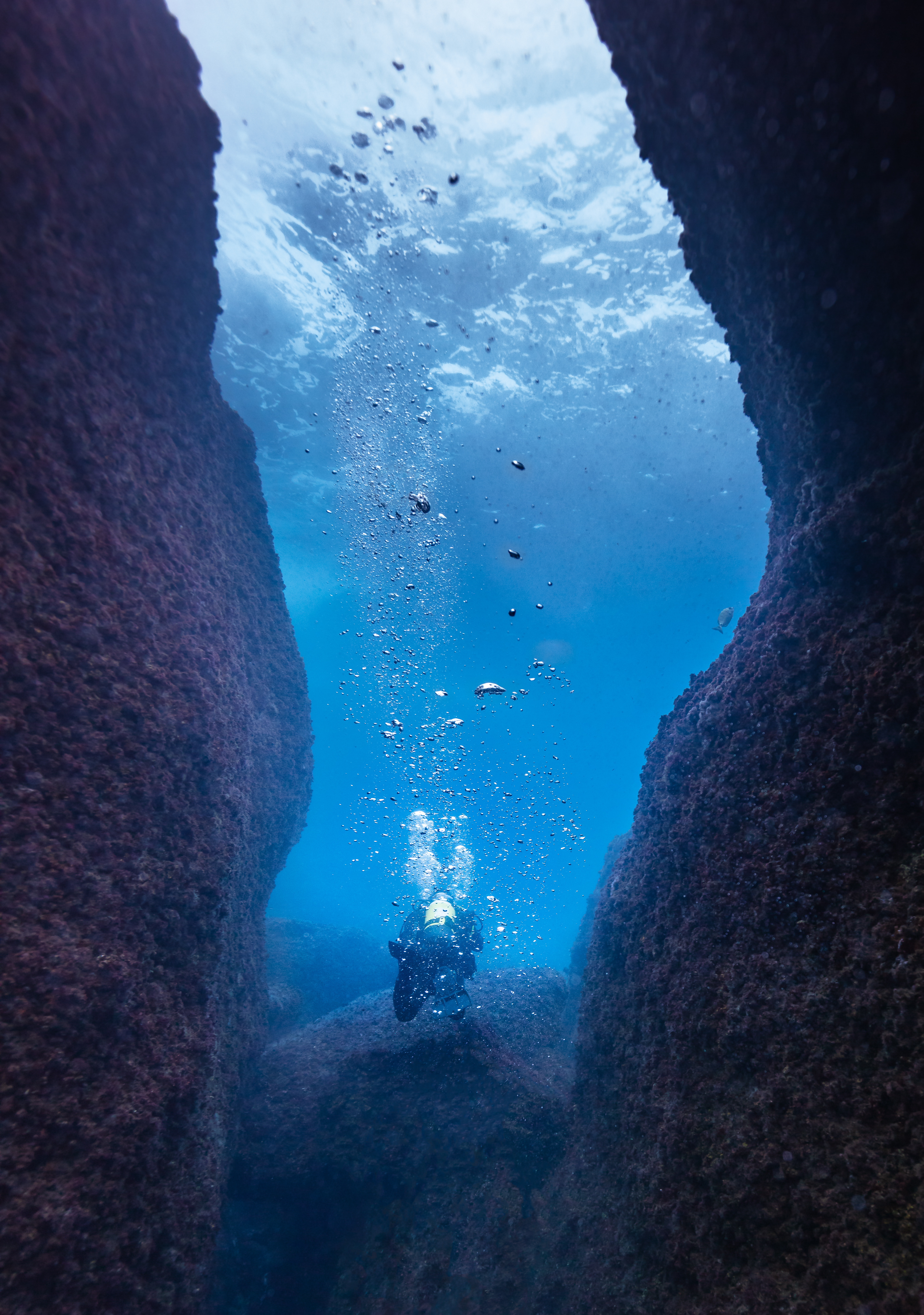
حباب‌های هوا که از یک غواص در آب بلند می‌شوند

حباب گلبولی از یک ماده در ماده دیگر است که معمولاً گاز در مایع است. به دلیل اثر مارانگونی، حباب‌ها ممکن است دست‌نخورده باقی بمانند که به سطح ماده غوطه‌ور می‌رسند.
پژوهش‌ها دربارهٔ پیدایش حیات روی زمین نشان می‌دهد که حباب‌ها ممکن است نقش مهمی در محدود کردن و متمرکز کردن مولکول‌های پیش‌ساز برای حیات داشته باشند، عملکردی که در حال حاضر توسط غشای سلولی انجام می‌شود.

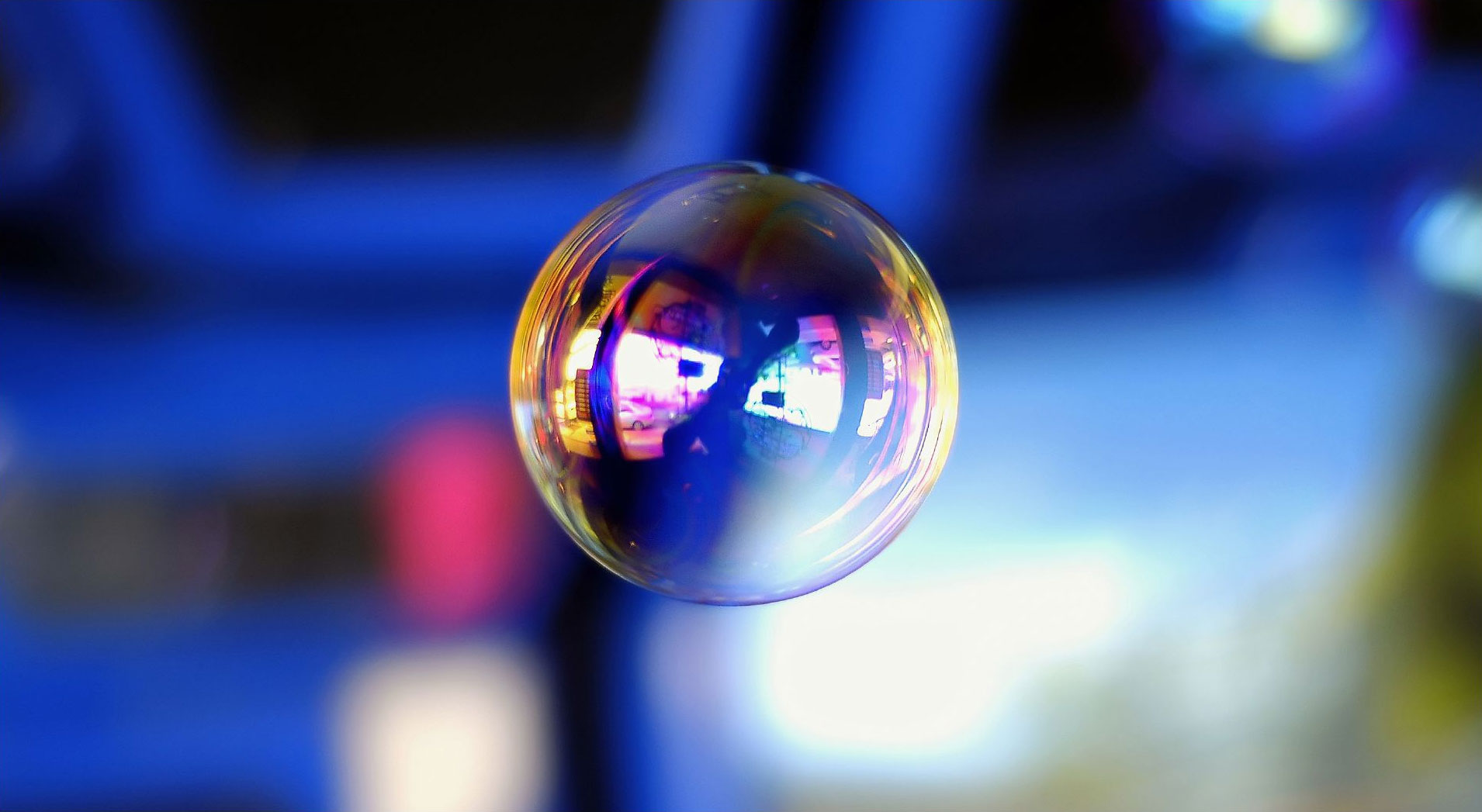
حباب صابونی که در هوا شناور است